# Lex Mullink
Lex Mullink   (Almelo, 19 de desembre de 1944) és un remer neerlandès, ja retirat, que va competir durant la dècada de 1960.
El 1964 va prendre part en els Jocs Olímpics d'Estiu de Tòquio, on guanyà la medalla de bronze en la prova del quatre amb timoner del programa de rem. Formà equip amb Freek van de Graaff, Jan van de Graaff, Bobbie van de Graaff i Marius Klumperbeek.
Va estudiar a l'escola tècnica de Delft i una vegada retirat de les competicions esportives va treballar com a enginyer.